# Mario Donatone
Mario Donatone (* 9. Juni 1933 in Tripolis, Libyen; † 14. April 2020 in Rom) war ein italienischer Schauspieler mit über 80 Rollen in Film und Fernsehen.

## Leben und Karriere
Donatone, geboren 1933, begann seine Filmkarriere mit 18 Jahren in Luchino Viscontis Bellissima, trat in Filmen regelmäßig aber erst seit 1968 auf. Der massige Darsteller blieb verlässlicher Interpret von Charakterrollen, am bekanntesten wohl in Francis Ford Coppolas Der Pate III, in dem er den Auftragsmörder Mosca verkörperte. In den 1970er und 1980er Jahren war er häufiger an der Seite seines Schauspielerkollegen Tomás Milián zu sehen. Daneben war er auch in Fernsehserien als Gastdarsteller beschäftigt. Unter der Regie von Chad Stahelski spielte er in John Wick: Kapitel 2 im Jahr 2017 eine seiner letzten Rollen.

## Filmografie (Auswahl)
- 1951: Bellissima
- 1960: Dieb aus Leidenschaft (Risate di gioia)
- 1968: Nackt unter Affen (Eva, la Venere selvaggia)
- 1973: Little Kid und seine kesse Bande (Kid il monello del West)
- 1976: Blutiger Schweiß (Poliziotti violenti)
- 1979: Der Superbulle jagt den Ripper  (Assassinio sul Tevere)
- 1980: Elfmeter für den Superbullen (Delitto a Porta Romana)
- 1980: Leinen los – wir saufen ab (Mi faccia la barca)
- 1981: Blut und Parolen (Parole e sangue) (Fernseh-Miniserie)
- 1982: Das Schlitzohr vom Highway 101 (Delitto sull'autostrada)
- 1982: Der Graf, der alles kann (Il conte Tacchia)
- 1983: Don Camillo und das Schlitzohr (Il diavolo e l’acquasanta)
- 1983: Formel I und heiße Mädchen (Delitto in Formula Uno)
- 1983: Sing Sing
- 1984: Wie du mir, so ich dir (A tu per tu)
- 1985: Phenomena (Phenomena)
- 1985: Der Professor (Il camorrista)
- 1987: La croce dalle sette pietre
- 1988: Big Man: Strahlen des Todes (Big Man: Boomerang) (Fernsehfilm)
- 1990: Der Pate III (The Godfather Part III)
- 1991: Racheengel (L'angelo con la pistola)
- 1994: Die römische Kanone (S.P.Q.R. 2000 e 1/2 anni fa)
- 2002: Sinan Toprak ist der Unbestechliche (Fernsehserie, 1 Episode)
- 2017: John Wick: Kapitel 2 (John Wick: Chapter 2)